# Gholamreza Tajtí
Gholamreza Tajtí (27 de agosto de 1930 – 7 de enero de 1968), (غلامرضا تختی en persa) a veces Gholam-Reza, Gholam Reza, o Qolam Reza, es el más famoso luchador de lucha libre olímpica en la historia de Irán. Llegó a ser tan famoso por su bravura y su espíritu competitivo que sigue simbolizando la esencia del deporte en Irán.

## La primera etapa de su vida
Tajtí nació en Teherán, Irán, el 27 de agosto de 1930. La familia de Tajtí era pobre, así Tajtí dejó con 9 años la escuela. Desde pequeño reconocieron su constitución atlética por naturaleza y lo ingresaron en un gimnasio para llegar a convertirse en el deportista más importante en la historía de Irán sú deporte fue la lucha libre olímpica...y hay un torneo importantísimo en Irán que lleva su nombre.

## Su carácter
En 1961, un terrible terremoto ocurrió en Boein Zahra, en el oeste de Irán, matando 45.000 personas. A Tajtí le afectó mucho. En ese momento era una de las mayores estrellas de Irán y fue por una de las principales avenidas de Teherán, pidiendo ayuda para las víctimas. Inspiró a otros campeones a seguir sus pasos, y alivió el sufrimiento de miles. 
Otro ejemplo de su carácter se demuestra en una velada en Moscú. Después de derrotar al por entonces campeón del mundo Anatoli Albul, Tajtí vio la tristeza en la cara de la madre de Albul. Tajtí fue hacia ella y le dijo, "Siento el resultado pero su hijo es un gran boxeador." Ella rio y le besó.

## El misterio de su muerte
Tajtí fue encontrado muerto en la habitación de su hotel el 7 de enero de 1968. El gobierno de Irán declaró su muerte un suicidio. Aun así, muchos creen que fue asesinado por sus acciones políticas contra el régimen. Su muerte es atribuida al servicio de inteligencia del Sah. Fue enterrado en el cementerio Ebn-e Babooyeh en el sur de Teherán, cerca de Shahr-e Ray, donde es conmemorado todos los años por sus fanes, incluso ahora, casi 40 años después de su muerte.
Sobrevivió a su mujer e hijo, Babak Tajtí, un autor y traductor.
La película Tajtí, empezada por Ali Hatamí y finalizada por Behruz Afjamí, examina algunas de las teorías sobre su muerte.

## Medallas
- 1951: Plata, Campeonato del mundo, Helsinki
- 1952: Plata, Juegos Olímpicos de 1952, Helsinki
- 1955: Plata, Campeonato del mundo, Varsovia
- 1956: Oro, Juegos Olímpicos de 1956, Melbourne
- 1958: Plata, Campeonato del mundo, Sofía
- 1958: Oro, Campeonato de Asia, Tokio
- 1959: Oro, Campeonato del mundo, Teherán
- 1960: Plata, Juegos Olímpicos de 1960, Roma
- 1961: Oro, Campeonato del mundo, Yokohama
- 1962: Plata, Campeonato del mundo, Toledo, Ohio